# Ram Charan
Konidela Ram Charan (en télougou : రామ్ చరణ్ తేజ), est un acteur et producteur de cinéma indien, né le 27 mars 1985 à Madras.

## Biographie
Sa famille fait partie des Dynasties de Bollywood : son père est l'acteur Chiranjeevi et son grand-père maternel l'acteur comique Allu Ramalingaiah (1922-2004). Allu Arjun est un de ses cousins.

### Carrière
Il commence sa carrière en ayant à vingt-deux ans le rôle principal dans le film Chirutha de Puri Jagannadh. il reçoit des prix pour ses interprétations dans Magadheera, Rangasthalam et RRR.
Il produit des films, dont Godfather avec son père Chiranjeevi dans le rôle principal, sorti en 2022.

### Vie privée
Il est marié depuis 2017 à Upasana Kamineni, la rédactrice en chef du magazine B Positive, fille de la vice-présidente d'Apollo Hospitals et petite-fille de l'entrepreneur et cardiologue Prathap C. Reddy. Ils se connaissaient depuis l'adolescence. Ils ont une fille en 2023.

## Filmographie partielle

### Cinéma
- 2007 : Chirutha de Puri Jagannadh : Charan
- 2009 : Magadheera de S. S. Rajamouli : Kaala Bhairava / Harsha
- 2010 : Orange de Bhaskar
- 2011 : Racha de Sampath Nandi : Betting Raj
- 2013 : Naayak de 	V. V. Vinayak : Charan "Cherry" Naayak
- 2013 : Zanjeer avec Priyanka Chopra Jonas : Vijay Khanna
- 2014 : Govindudu Andarivadele de Krishna Vamsi : Abhiram
- 2015 : Bruce Lee: The Fighter de Sreenu Vaitla : Karthik (Bruce Lee)
- 2016 : Dhruva de Surender Reddy
- 2018 : Rangasthalam : Chelluboina Chitti Babu
- 2019 : Vinaya Vidheya Rama de Boyapati Srinu : Konidela Ram
- 2022 : RRR de S. S. Rajamouli : Alluri Sitarama Raju
- 2022 : Acharya de Koratala Siva : Siddha
- 2025 : Game Changer de S. Shankar : un policier

## Distinctions
- Nandi Awards 2008 : prix spécial du jury pour Chirutha
- Filmfare Awards 2010 : Filmfare Award du meilleur acteur en télougou pour Magadheera[4]
- Nandi Awards 2010 : prix spécial du jury pour Magadheera
- South Indian International Movie Awards 2019 : meilleur acteur en télougou pour Rangasthalam[5]
- Filmfare Awards 2019 : Filmfare Award du meilleur acteur en télougou pour Rangasthalam
- Filmfare Awards 2024 : Filmfare Award du meilleur acteur en télougou pour RRR[6]